# Amrasca terraereginae
Amrasca terraereginae är en insektsart som först beskrevs av Pasquino Paoli 1936.  Amrasca terraereginae ingår i släktet Amrasca och familjen dvärgstritar. Inga underarter finns listade i Catalogue of Life.